# Рудник Кайрагач
Рудник Кайрагач – гірничодобувний майданчик на сході Узбекистану, які призначений для розробки однойменного золоторудного родовища.
На початку 2000-х років кілька старательських артілей вели обмежений видобуток руди на родовищі Карагач з використанням штолень № 3, 4 та 12. В подальшому ці виробітки законсервували, а повноцінна розробка почалась лише в 2015-му, коли ввели в дію штольні № 1 та 1а довжиною 400 та 280 метрів відповідно.
Станом на 2018 рік в роботі знаходились штольні № 3, 3-біс, 4 та 7, тоді як запаси штолень № 1 та 1а вже були відпрацьовані.
Проектна потужність рудника Карагач становить 80 тисяч тонн руди на рік. 
Копальня Кайрагач належить до Ангренського рудоуправління Алмалицького гірничо-металургійного комбінату та відправляє свою продукцію на Ангренську фабрику вилучення золота.